# Потер манија
Потер манија је незванични термин у вези са великим интересовањем обожавалаца књига и филмова о Харију Потеру. Први пут се спомиње око 1999. године. Обожаваоци су организовали поноћне журке у књижарама које су биле отворене током читаве ноћи, како би прославили почетак продаје финалне четири књиге. Часопис Ентертејнмент Викли навео је почетак продаје књиге Хари Потер и ватрени пехар у поноћ 2005. године као један од најзначајнијих момената у протеклих 25 година. Највећи фанови Хари Потера називају се потерхедови. Неки од фанова организују тематско венчање у знаку Хари Потер франшизе.
Помама за Хари Потером спомиње се у роману Ђаво носи Праду, Лорена Вајсбергера из 2003. године, као и у филмској адаптацији романа из 2006.године. Андреи Сакс, протагонисткињи приче, наређено је да за ћерке близнакиње своје шефице пронађе примерке следећа два наставка књиге, пре него што званично буду пуштени у продају, како би могли бити испоручени авионом у Француску, у којој мајка и ћерке бораве на одмору.Познати фанови Харија Потера су: Барак Обама, Џенифер Лоренс, Стивен Кинг, Сајмон Пег, Кира Најтли, Мет Смит, Лиам Нисон, Сет Роген и Гиљермо дел Торо.

## „Потер манија“ конвенција
Потер манија је конвенција посвећена свету и фановима Харија Потера. Прва конвенција посвећена овој теми одржана је 17. маја 2015. године. Замишљена је као једнодневни догађај који окупља фанове франшизе Хари Потер. Поред уобичајеног програма у виду предавања, трибина, радионица, фокус је био на такмичењима попут такмичења за најбољу кућу у Хогвортсу, тако да је то јединствена прилика за све љубитеље да буду део програма. Интерактивни програми показали су се као веома интересантни, из чега је проистекла идеја да се програм још више унапреди и временом испрофилише како би добио свој коначни облик.

## Потер манија 2018.
Уз подршку Дома омладине Београда, Потер манију 2018. организовало је Друштво љубитеља јапанске поп културе Сакурабана. Пријављени учесници били су распоређени у једну од четири хогвортске куће: Грифиндор, Слитерин, Хафлпаф или Рејвенкло, такмичили су се у разним играма и скупљали поене. Сви посетиоци такође су имали прилику да играју, а поени су ишли кући коју изаберу. На крају дана поени би били сабрани и била би објављен победничка кућа.
Поред игара и такмичења, постоје бројне трибине, предавања, радионице на тему света Харија Потера, као и неизоставно косплеј такмичење.